# Can Uzun
Can Yılmaz Uzun (* 11. November 2005 in Regensburg) ist ein türkisch-deutscher Fußballspieler. Er steht zurzeit bei Eintracht Frankfurt unter Vertrag und ist türkischer Nationalspieler.

## Karriere

### Verein
Der aus der Oberpfalz stammende Uzun hatte seine Vereinslaufbahn in seiner Geburtsstadt Regensburg in der Nachwuchsabteilung des SSV Jahn Regensburg begonnen, ehe er zum oberbayerischen FC Ingolstadt wechselte. Im Jahr 2019 schloss er sich schließlich dem fränkischen 1. FC Nürnberg an, für dessen U17 er ab der Saison 2020/21 in der B-Junioren-Bundesliga zum Einsatz kam. In der nach fünf Spielen aufgrund der COVID-19-Pandemie vorzeitig abgebrochenen Saison erzielte er fünf Tore. In der folgenden Saison erzielte Uzun in 19 Spielen 22 Tore, wodurch er hinter Unterhachings Maurice Krattenmacher der zweitbeste Torschütze der Staffel Süd/Südwest wurde. Daraufhin unterschrieb der Stürmer im Februar 2022 einen Profivertrag beim Club. In der Saison 2022/23 rückte er schließlich in die U19 seines Vereins auf und wurde auch dort auf Anhieb Stammspieler. In 15 Partien in der A-Junioren-Bundesliga erzielte Uzun 15 Tore und wurde somit Torschützenkönig der Staffel Süd/Südwest. Nach Abschluss der Saison im Juniorenbereich konnte Uzun auch erstmals im Herrenbereich aktiv werden. Am 10. April 2023 debütierte er für die zweite Mannschaft des 1. FC Nürnbergs in der Regionalliga Bayern bei der 3:4-Niederlage gegen den 1. FC Schweinfurt, bei der er das Tor zum 3:3 erzielte, nachdem er zwei Minuten zuvor für Tim Handwerker eingewechselt worden war. Auch in den folgenden drei Partien kam Uzun in der Regionalliga zum Einsatz. Aufgrund seiner guten Leistungen wurde er am 32. Spieltag erstmals vom Interimstrainer Dieter Hecking in den Profikader der Nürnberger berufen. Beim 2:2-Unentschieden gegen den 1. FC Magdeburg gab er schließlich sein Profidebüt in der 2. Bundesliga, als er in der Nachspielzeit aufs Feld kam. Es folgten ein weiterer Kurzeinsatz sowie beim 1:0 gegen den SC Paderborn 07 am letzten Spieltag sogar eine Nominierung in die Startformation.
Zur Saison 2023/24 stieß Uzun gemeinsam mit zwei weiteren A-Junioren, Nicolas Ortegel und Finn Jeltsch, fest zur ersten Mannschaft, die nun von Cristian Fiél trainiert wurde. Zuvor hatten die Stürmer Kwadwo Duah, Erik Shuranov, Paul-Philipp Besong, Pascal Köpke und Jermain Nischalke Nürnberg verlassen. Uzun rettete seiner Mannschaft im ersten Heimspiel der Saison mit zwei Toren einen Punkt gegen Hannover 96, womit er mit 17 Jahren und 268 Tagen zugleich auch zum jüngsten Profitorschützen des FCN wurde und Christian Wück (18 Jahre und 62 Tage) ablöste. Nur sechs Tage später stellte er den nächsten Altersrekord auf, diesmal im DFB-Pokal. Uzun steuerte beim 9:1-Sieg gegen den FC Oberneuland drei Treffer sowie zwei Vorlagen bei und löste Olaf Thon als jüngsten „Dreierpacker“ des Wettbewerbs ab. Per Strafstoß traf der Angreifer hingegen Mitte September 2023 in seinem ersten Frankenderby, das mit 1:1 gegen die SpVgg Greuther Fürth endete. Mitte November desselben Jahres trat Uzuns bis Juni 2027 gültiger Profivertrag beim 1. FC Nürnberg in Kraft, der bereits zwei Jahre zuvor aufgesetzt worden war. Im weiteren Saisonverlauf blieb der 18-Jährige der wichtigste Offensivspieler der Mannschaft, traf dreimal doppelt und sicherte Nürnberg mit insgesamt 16 Ligatoren trotz einer zwischenzeitlichen Sieglosserie von sieben Partien wichtige Punkte für den Klassenerhalt.
Im Sommer 2024 wechselte Uzun gemeinsam mit seinem Nürnberger Teamkollegen Nathaniel Brown zu Eintracht Frankfurt. Bei den Hessen unterschrieb er einen Fünfjahresvertrag.

### Nationalmannschaft
Uzun spielt für türkische Nachwuchsnationalmannschaften. 2021 wurde er erstmals in den Kader der U17 berufen und kam dort regelmäßig zum Einsatz. 2022 nahm er mit seiner Mannschaft an der U17-Europameisterschaft in Israel teil, allerdings schieden die Türken nach der Gruppenphase schon aus. Uzun konnte dabei die beiden einzigen Turniertreffer seiner Mannschaft erzielen. Im November 2022 spielte er zweimal mit der U18 gegen Usbekistan und führte das Team als Kapitän an.
Für die Länderspiele im September 2023 wurde der 17-Jährige erstmals in die türkische U21-Nationalmannschaft berufen, sagte seine Teilnahme an zwei Qualifikationsspielen für die U21-Europameisterschaft 2025 jedoch aufgrund einer kleineren Verletzung ab.
Anfang März 2024 entschied sich Uzun, dessen Eltern beide aus der Türkei stammen, für den türkischen Verband TFF und gegen den DFB, für den er als Doppelstaatsbürger auch hätte auflaufen dürfen. Für zwei Ende des Monats stattfindende Länderspiele der türkischen A-Nationalmannschaft berief Nationaltrainer Vincenzo Montella drei Spieler erstmals in den Kader, darunter auch Uzun. Im ersten Spiel, das die Türken gegen Ungarn mit 0:1 verloren, wurde der Stürmer in der Schlussphase eingewechselt. Anschließend erfolgte die Nominierung in den vorläufigen Kader für die Europameisterschaft 2024 in Deutschland. In das endgültige Aufgebot schaffte es Uzun allerdings nicht.

## Erfolge
- Torschützenkönig der A-Junioren-Bundesliga Süd/Südwest: 2023